# Prix du Livre Inter
Le prix du Livre Inter est un prix littéraire créé en 1975 par Paul-Louis Mignon. Il est attribué en mai ou juin par un jury de 24 auditeurs de France Inter (douze hommes et douze femmes) sous la présidence d'un écrivain de renom et l'organisation de la critique Eva Bettan, d'après une sélection opérée par des critiques littéraires.

## Historique
Ce prix littéraire de la radio France Inter est créé en 1975 sur une idée de Paul-Louis Mignon qui souhaitait que le public de cette station nationale décerne chaque année un prix des lecteurs pour les vacances à venir. Pour cela, un jury de 24 personnes, à parité homme-femme et globalement réparti équitablement parmi les régions françaises, est constitué chaque année par recrutement d'auditeurs ayant fait acte de candidature écrite auprès de la secrétaire du Prix, la critique Eva Bettan,. La sélection des livres en compétition est effectuée auprès de critiques littéraires de la presse écrite ou de la radio par la présélection d'une quarantaine de livres dont dix seulement seront en compétition dans la liste officielle. Le jury de 24 lectrices et lecteurs est présidé par un(e) écrivain(e). Les membres du jury ont huit semaines pour lire les dix livres présélectionnés avant de se retrouver à Paris, avec le président, pour débattre et voter pour choisir le livre lauréat.
Les archives de Radio France relatives au prix du Livre Inter (1975-2013) sont conservées et consultables aux Archives nationales.

## Liste des lauréats
| Année |  | Lauréat                   | Ouvrage                                                             | Éditeur               | Président(e) du jury   |
| ----- |  | ------------------------- | ------------------------------------------------------------------- | --------------------- | ---------------------- |
| 1975  |  | Catherine d'Etchéa        | Des demeures et des gens                                            | La Table Ronde        | Pierre Emmanuel        |
| 1976  |  | Jacques Perry             | Le Ravenala ou l'Arbre du voyageur                                  | Albin Michel          | Maurice Genevoix       |
| 1977  |  | Agustin Gómez-Arcos       | Ana non                                                             | Stock                 | Alain Peyrefitte       |
| 1978  |  | Daniel Boulanger          | L'Enfant de Bohème                                                  | Gallimard             | Robert Sabatier        |
| 1979  |  | Béatrix Beck              | La Décharge                                                         | Le Sagittaire         | Alain Decaux           |
| 1980  |  | Elie Wiesel               | Le Testament d'un poète juif assassiné                              | Seuil                 | Maurice Denuzière      |
| 1981  |  | Marguerite Gurgand        | Les Demoiselles de Beaumoreau                                       | Mazarine              | Françoise Mallet-Joris |
| 1982  |  | Marcel Schneider          | La Lumière du Nord                                                  | Grasset               | Jeanne Bourin          |
| 1983  |  | Hortense Dufour           | Le Bouchot                                                          | Grasset               | François Nourissier    |
| 1984  |  | Marek Halter              | La Mémoire d'Abraham                                                | Laffont               | Hortense Dufour        |
| 1985  |  | Jean-Jacques Brochier     | Un cauchemar                                                        | Albin Michel          | Michèle Perrein        |
| 1986  |  | René Belletto             | L'Enfer                                                             | P.O.L                 | Jean-Noël Jeanneney    |
| 1987  |  | Jean Raspail              | Qui se souvient des hommes...                                       | Laffont               | Henri Troyat           |
| 1988  |  | François Salvaing         | Misayre ! Misayre !                                                 | Balland               | Jacques Laurent        |
| 1989  |  | Philippe Hadengue         | Petite Chronique des gens de nuit dans un port de l'Atlantique Nord | Maren Sell            | Erik Orsenna           |
| 1990  |  | Daniel Pennac             | La Petite Marchande de prose                                        | Gallimard             | Paul Guimard           |
| 1991  |  | Nina Bouraoui             | La Voyeuse interdite                                                | Gallimard             | Jean d'Ormesson        |
| 1992  |  | Agota Kristof             | Le Troisième Mensonge                                               | Seuil                 | Hector Bianciotti      |
| 1993  |  | Frédéric Boyer            | Des choses idiotes et douces                                        | P.O.L                 | Michel Del Castillo    |
| 1994  |  | Robert Bober              | Quoi de neuf sur la guerre ?                                        | P.O.L                 | Yves Simon             |
| 1995  |  | Jean-Noël Pancrazi        | Madame Arnoul                                                       | Gallimard             | Paule Constant         |
| 1996  |  | Agnès Desarthe            | Un secret sans importance                                           | L'Olivier             | Jorge Semprún          |
| 1997  |  | Nancy Huston              | Instruments des ténèbres                                            | Actes Sud             | Jean Vautrin           |
| 1998  |  | Martin Winckler           | La Maladie de Sachs                                                 | P.O.L                 | Daniel Pennac          |
| 1999  |  | Ahmadou Kourouma          | En attendant le vote des bêtes sauvages                             | Seuil                 | J. M. G. Le Clézio     |
| 2000  |  | Antoine Volodine          | Des anges mineurs                                                   | Seuil                 | Jean Rouaud            |
| 2001  |  | Laurent Mauvignier        | Apprendre à finir                                                   | Minuit                | Marie Darrieussecq     |
| 2002  |  | Christian Gailly          | Un soir au club                                                     | Minuit                | Philippe Djian         |
| 2003  |  | Pierre Péju               | La Petite Chartreuse                                                | Gallimard             | Emmanuel Carrère       |
| 2004  |  | Patrick Lapeyre           | L'Homme-sœur                                                        | P.O.L                 | Nancy Huston           |
| 2005  |  | Joël Egloff               | L'Étourdissement                                                    | Buchet-Chastel        | Olivier Rolin          |
| 2006  |  | Jean-Baptiste Harang      | La Chambre de la Stella                                             | Grasset               | Jean Echenoz           |
| 2007  |  | François Vallejo          | Ouest                                                               | Viviane Hamy          | Camille Laurens        |
| 2008  |  | Henry Bauchau             | Le Boulevard périphérique                                           | Actes Sud             | Alberto Manguel        |
| 2009  |  | Mathias Enard             | Zone                                                                | Actes Sud             | Marc Dugain            |
| 2010  |  | Cloé Korman               | Les Hommes-couleurs                                                 | Seuil                 | Catherine Clément      |
| 2011  |  | Olivia Rosenthal          | Que font les rennes après Noël ?                                    | Verticales            | Amin Maalouf           |
| 2012  |  | Nathalie Léger            | Supplément à la vie de Barbara Loden                                | P.O.L.                | Amélie Nothomb         |
| 2013  |  | Alice Zeniter             | Sombre dimanche                                                     | Albin Michel          | Geneviève Brisac       |
| 2014  |  | Céline Minard             | Faillir être flingué                                                | Rivages               | Alain Mabanckou        |
| 2015  |  | Valérie Zenatti           | Jacob, Jacob                                                        | L'Olivier             | Jean-Christophe Rufin  |
| 2016  |  | Tristan Garcia            | 7                                                                   | Gallimard             | Agnès Desarthe         |
| 2017  |  | Jean-Baptiste Del Amo     | Règne animal                                                        | Gallimard             | Élisabeth Badinter     |
| 2018  |  | David Lopez               | Fief                                                                | Seuil                 | Leïla Slimani          |
| 2019  |  | Emmanuelle Bayamack-Tam   | Arcadie                                                             | P.O.L                 | Riad Sattouf           |
| 2020  |  | Anne Pauly                | Avant que j'oublie                                                  | Verdier               | Philippe Lançon        |
| 2021  |  | Hugo Lindenberg           | Un jour ce sera vide                                                | Bourgois              | Dany Laferrière        |
| 2022  |  | Antoine Wauters           | Mahmoud ou la montée des eaux                                       | Verdier               | Delphine de Vigan      |
| 2023  |  | Mathieu Belezi            | Attaquer la terre et le soleil                                      | Éditions Le Tripode   | David Foenkinos        |
| 2024  |  | Phoebe Hadjimarkos Clarke | Aliène                                                              | Éditions du Sous-sol  | Isabelle Huppert       |
| 2025  |  | Florence Seyvos           | Un perdant magnifique                                               | Éditions de l'Olivier | Marie-Hélène Lafon     |